# Liste der Baudenkmale in Oberlangen
In der Liste der Baudenkmale in Oberlangen sind alle Baudenkmale der niedersächsischen Gemeinde Oberlangen aufgelistet. Die Quelle der Baudenkmale ist der Denkmalatlas Niedersachsen. Der Stand der Liste ist der 17. Dezember 2020.

## Allgemein
In den Spalten befinden sich folgende Informationen:
- Lage: die Adresse des Baudenkmales und die geographischen Koordinaten. Kartenansicht, um Koordinaten zu setzen. In der Kartenansicht sind Baudenkmale ohne Koordinaten mit einem roten Marker dargestellt und können in der Karte gesetzt werden. Baudenkmale ohne Bild sind mit einem blauen Marker gekennzeichnet, Baudenkmale mit Bild mit einem grünen Marker.
- Bezeichnung: Bezeichnung des Baudenkmales
- Beschreibung: die Beschreibung des Baudenkmales. Unter § 3 Abs. 2 NDSchG werden Einzeldenkmale und unter § 3 Abs. 3 NDSchG Gruppen baulicher Anlagen und deren Bestandteile ausgewiesen.
- ID: die Objekt-ID des Baudenkmales
- Bild: ein Bild des Baudenkmales, ggf. zusätzlich mit einem Link zu weiteren Fotos des Baudenkmals im Medienarchiv Wikimedia Commons. Wenn man auf das Kamerasymbol klickt, können Fotos zu Baudenkmalen aus dieser Liste hochgeladen werden:

## Oberlangen

### Gruppe: Ehem. Hofstelle Jänen
Die Gruppe „Ehem. Hofstelle Jänen“ hat die ID 35900241.

| Lage                                           | Bezeichnung              | Beschreibung | ID       | Bild |
| ---------------------------------------------- | ------------------------ | ------------ | -------- | ---- |
| Josef-Beimel-Weg 1 52° 50′ 59″ N, 7° 16′ 23″ O | Wohn-/Wirtschaftsgebäude |              | 35932095 | BW   |
| Josef-Beimel-Weg 1 52° 50′ 59″ N, 7° 16′ 22″ O | Stallgebäude             |              | 35931848 | BW   |
| Josef-Beimel-Weg 1 52° 51′ 0″ N, 7° 16′ 22″ O  | Backhaus                 |              | 35932126 | BW   |

### Gruppe: Gulfhaus-Ensemble Marienstraße
Die Gruppe „Gulfhaus-Ensemble Marienstraße“ hat die ID 35900223.

| Lage                                        | Bezeichnung              | Beschreibung | ID       | Bild |
| ------------------------------------------- | ------------------------ | ------------ | -------- | ---- |
| Marienstraße 11 52° 50′ 56″ N, 7° 16′ 28″ O | Wohn-/Wirtschaftsgebäude |              | 35932035 | BW   |
| Marienstraße 13 52° 50′ 56″ N, 7° 16′ 26″ O | Wirtschaftsgebäude       |              | 35932219 | BW   |
| Marienstraße 13 52° 50′ 56″ N, 7° 16′ 26″ O | Wohnhaus                 |              | 35932065 | BW   |

### Gruppe: Bunnekenbel, Hofstelle Beel
Die Gruppe „Bunnekenbel, Hofstelle Beel“ hat die ID 35899081.

| Lage                                   | Bezeichnung | Beschreibung | ID       | Bild |
| -------------------------------------- | ----------- | ------------ | -------- | ---- |
| Hof Beel 3 52° 50′ 32″ N, 7° 15′ 56″ O | Gulfscheune |              | 35932274 | BW   |
| Hof Beel 3 52° 50′ 50″ N, 7° 16′ 37″ O | Remise      |              | 35931904 | BW   |
| Hof Beel 3 52° 50′ 49″ N, 7° 16′ 36″ O | Wohnhaus    |              | 35931874 | BW   |

### Einzelbaudenkmale
| Lage                                        | Bezeichnung    | Beschreibung                    | ID       | Bild           |
| ------------------------------------------- | -------------- | ------------------------------- | -------- | -------------- |
| Marienstraße 52° 51′ 0″ N, 7° 16′ 31″ O     | Altar          | Altar der St.-Laurentius-Kirche | 35932006 | BW             |
| Marienstraße 52° 50′ 54″ N, 7° 16′ 5″ O     | Kriegerdenkmal |                                 | 35931932 | BW             |
| Zur Marsch 15 52° 50′ 49″ N, 7° 16′ 38″ O   | Wohnhaus       | Hof Raming-Freesen              | 35931956 | BW             |
| Forsthausstraße 52° 50′ 56″ N, 7° 11′ 36″ O | Gedenkstätte   | Kriegsgefangenenfriedhof        | 35931984 | Weitere Bilder |